# Fernando, Duque de Gênova
Fernando Maria Alberto Amadeu Felisberto Vicente de Saboia, Duque de Gênova (Ferdinando Maria Alberto Amedeo Filiberto Vincenzo di Savoia; Florença, 15 de novembro de 1822 — Turim, 10 de fevereiro de 1855) foi um nobre italiano da Casa de Saboia.
Era o segundo filho do rei Carlos Alberto da Sardenha e Maria Teresa da Áustria. Foi batizado em 16 de novembro de 1822 na Sala dos Estuques do Palácio Pitti, sendo apadrinhado por seus avós maternos, Fernando III da Toscana e sua esposa Maria Fernanda da Saxônia. Seu pai era o chefe da Casa de Saboia-Carignano, ramo cadete da Casa de Saboia. Como a linha sênior da casa extinguiu-se em 1831, Carlos Alberto sucedeu Carlos Félix como rei da Sardenha. Com sua ascensão, Fernando foi criado Duque de Gênova.

## Casamento e filhos
Casou em 22 de abril de 1850 em Dresden, com a princesa Maria Isabel da Saxônia (1830–1912). Desta união nasceram dois filhos:
- Margarida de Saboia (1851–1926), casada com o rei Humberto I da Itália.
- Tomás, Duque de Gênova (1854–1931), casado com a princesa Isabel da Baviera.